# アルムフェルトの陰謀

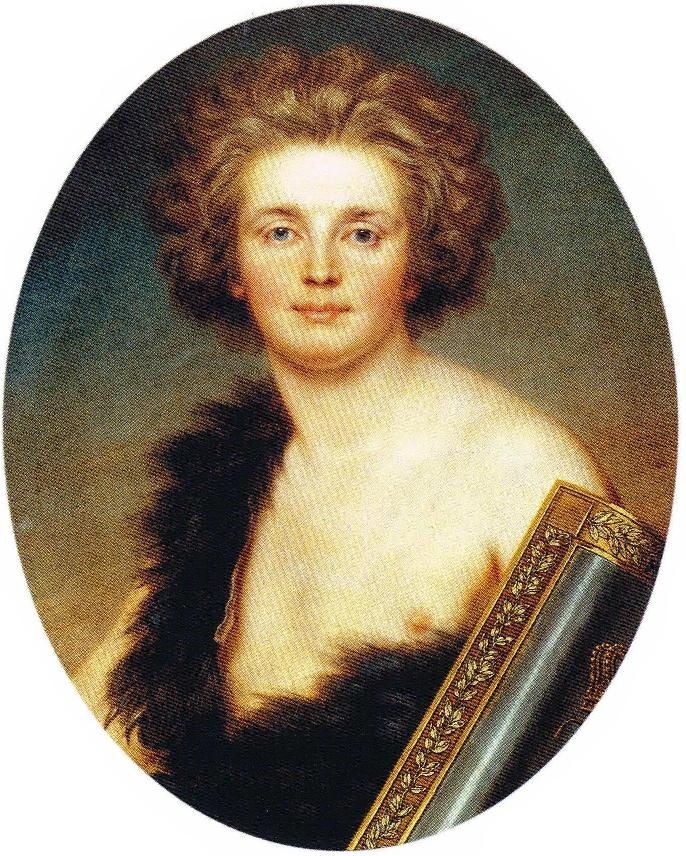
グスタフ・マウリッツ・アルムフェルト（ヴェルトミュラー画）

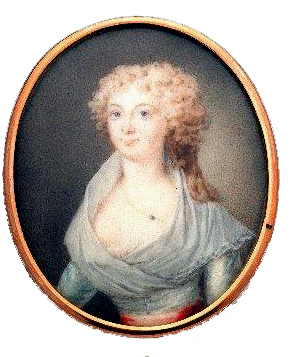
マグダレーナ・シャルロッタ・ルーデンショルド

アルムフェルトの陰謀（典: Armfeltska konspirationen）は、グスタフ・マウリッツ・アルムフェルトがロシア帝国の支援を受けてグスタフ4世アドルフの摂政カールおよび実権を握っていたグスタフ・アドルフ・ロイターホルムを打倒しようとした陰謀である。1793年に露見し、未遂に終わった。

## 背景
グスタフ3世が暗殺されると、その子グスタフ・アドルフが14歳でグスタフ4世アドルフとして即位した。年少であったことからその叔父カールが摂政となったが、実権はグスタフ・アドルフ・ロイターホルムが握っていた。そして、アルムフェルトはロイターホルムに批判的な野党グスタフ党のリーダーであった。1792年、ロイターホルムはアルムフェルトを政権中枢から遠ざけるため、ナポリ大使に任命した。これに憤慨したアルムフェルトは、摂政政府はグスタフ3世の遺志に反するものと考え、ロイターホルムの打倒を考えるようになる。
1793年、海外に出ていたアルムフェルトは、ロシア海軍の助けを借りてロイターホルムを打倒し、自らが摂政政府の首班に就任する計画を立てた。すなわち、ロシアの圧力をもって政変を起こし、まだ幼いグスタフ4世アドルフに影響力を持ちうる新政府を樹立しようとしたのである。アルムフェルトはマグダレーナ・ルーデンショルドやヨハン・アルブレヒト・エレンストロームとの書簡の中で、ロイターホルムの支配に対する怒りと、自身の計画を明らかにした。

## 策動
ルーデンショルドはアルムフェルトに恋心を抱いており、アルムフェルトをスウェーデンに帰国させ、関係を継続することを望んでいた。ルーデンショルドは単なるアルムフェルトの使い走りではなく、スウェーデンにおけるアルムフェルトの代理人として、さらには共謀者の中心人物として行動した。アルムフェルトはルーデンショルドに同志やグスタフ4世、そしてロシア大使館の代理人として立ち回らせた。計画では、摂政政府を転覆させるために、グスタフ4世から何らかの形の許可を得ることになっており、これをロシアに送ってストックホルムにおけるクーデター作戦に対するロシアの軍事支援を正当化するとともに、この支援によって摂政政府を転覆させ、アルムフェルトが参加する新政府を樹立する目論見であった。アルムフェルトは、クーデターが成功してスウェーデンに戻った暁には、ルーデンショルドと結婚することを約束していた。ルーデンショルドは少なくとも2回、1回は王宮で直接、もう1回は仲介者を介して、グスタフ4世に書簡を渡すことを試み、アルムフェルトにグスタフ4世の「身の安全」を保証するための措置を講ずることを承認するよう求めた。しかし、アルムフェルトらは逮捕されるまでに何らかの許可を得ることはできなかった。

## 露見
ロイターホルムは、張り巡らしたスパイ網によりアルムフェルトの陰謀を察知していた。特に、イタリアにいたアルムフェルトの従者、ヨハン・クラース・ラガースヴァールが手がかりとなった。アルムフェルトがスウェーデンに送る書簡は、賄賂で買収されたハンブルクの郵便局長を通じてすべてロイターホルムの手に渡っていた。ロイターホルムは12月に陰謀を粉砕すべく行動を開始し、ルーデンショルドは1793年12月18日の夜に共謀者のうち最初の1人として逮捕された。ルーデンショルドは手元の書簡を多数焼き捨てたが、カールからの恋文が何通か残されていた。
アルムフェルトは1794年にスヴェア控訴裁判所から死刑判決を受けた。しかし、その時点で既にロシアのカルーガに逃げおおせており、1794年から1797年まで国外追放に処されただけだった。1797年から1799年にかけてドレスデンとベルリン、1799年から1802年にかけてはシレジアのクールラント公爵家やボヘミアで過ごした後、スウェーデンに帰国した。